# کریستیان هنریکسن
کریستیان هنریکسن (نروژی: Kristian Henriksen; ۳ مارس ۱۹۱۱ – ۸ فوریهٔ ۲۰۰۴) بازیکن و مربی فوتبال اهل نروژ بود.
از باشگاه‌هایی که در آن بازی کرده‌است می‌توان به باشگاه فوتبال لین اشاره کرد.
وی همچنین در تیم ملی فوتبال نروژ بازی کرده‌است.